# Madhav Keshav Mangalmurti
Madhav Keshav Mangalmurti es un diplomático de carrera indio retirado.
- Madhav Keshav Mangalmurti es hijo de K.T. Mangalmurti.
- En 1961 entró al Indian Foreign Service.
- De 1962 a 1968 fue empleado en Buenos Aires, Santiago de Chile y Karachi.
- De 1968 a 1969 fue Subsecretario de Pakistán y Vicesecretario del Sur en el Ministerio de Asuntos Exteriores (India) (MEA)
- De 1972 a 1975 fue primer secretario / consejero de la Misión Permanente de la India ante la Oficina de la Organización de las Naciones Unidas en Ginebra. Delegado Alterno ante la Conferencia de desarme en Ginebra.
- En 1973 y 1974 eue asesor de la delegación de la India a la Asamblea General de las Naciones Unidas en Nueva York y se dedicó a la Organización Internacional del Trabajo, la Organización Mundial de la Salud y las Leyes de la guerra.
- De 1975 a 1977 fue consejero de embajada y Encargado de negocios en Yakarta ( Indonesia).
- De 1977 a 1980 fue Comisionado en Hong Kong.
- De 1977 a 1981 fue secretario adjunto del Ministerio de Asuntos Exteriores (India) (MEA) y Jefe del departamento pasaportes y Contraloría General de la Emigración.
- De 1981 a 1982 fue secretario adjunto de la División de Europa Oriental, MEA.
- De 1985 a 1989 fue embajador en La Habana (Cuba).
- De 1989 a 1994 fue embajador en Berna (Suiza) con acreditación concurrente como embajador ante la Santa Sede y Liechtenstein.
- De 1994 a 1996 fue  Alto Comisionado en Pretoria (Sudáfrica). Fue el primer Alto Comisionado para ser nombrado después del establecimiento del Estado multirracial y democrática en Sudáfrica.
- De agosto a noviembre de 1996 fue profesor Honorario de Departamento de Ciencias Políticas. Conferencias sobre la política exterior de la India, las cuestiones regionales y los aspectos prácticos de la Diplomacia en la Universidad de Pretoria.[1]